# Шливич, Йован
Йо́ван Шли́вич (серб. Јован Шљивић; родился 14 октября 2005, Крушевац) — сербский футболист, атакующий полузащитник клуба «Црвена звезда».

## Клубная карьера
Воспитанник футбольной академии клуба «Црвена звезда». С июля по сентябрь 2022 года выступал за клуб «Графичар», забив 4 гола в 12 матчах Первой лиги Сербии. Перед началом сезона 2023/24 был включён в основной состав «Црвены звезды», получив футболку с номером «7». 30 июля 2023 года дебютировал в основном составе «Црвены звезды» в матче сербской Суперлиги против «Воеводины».

## Карьера в сборной
Выступал за сборные Сербии до 15, до 17 и до 19 лет.